# Anselmo Albareda
Anselmo María Albareda y Ramoneda, O.S.B. (en catalán: Anselm Maria) (Barcelona, 16 de febrero de 1892 - Barcelona, 19 de julio de 1966) fue un cardenal, arzobispo, monje benedictino e historiador español. Ejerció el cargo de prefecto de la Biblioteca Apostólica Vaticana entre 1936 y 1962. Fue académico de la Real Academia de la Historia y de la Real Academia de Buenas Letras de Barcelona.

## Biografía
Su nombre de nacimiento era Joaquín (en catalán: Joaquim) pero cambió el nombre por Anselmo María al entrar en religión. Nació en Barcelona en 1892 en el seno de una humilde familia. 
Ingresó en la Orden Benedictina en la abadía de Montserrat en 1904. En 1907 inició su noviciado y un año después hizo la profesión temporal. Cursó sus estudios eclesiásticos en la abadía de Montserrat y en el Ateneo de San Anselmo de Roma, donde obtuvo la licenciatura en Sagrada Teología. Hizo la profesión solemne en 1914 y fue ordenado sacerdote en septiembre de 1915. De 1921 a 1923 estudió Paleografía y Diplomática en la Escuela de la Biblioteca Apostólica Vaticana y Metodología y Crítica Histórica en Friburgo de Brisgovia, donde fue discípulo de Heinrich Finke.
En junio de 1936 fue nombrado prefecto de la Biblioteca Apostólica Vaticana por el Papa Pío XI, cargo que ejercerá hasta su elevación al cardenalato en 1962. También fue nombrado miembro de la Pontificia Academia de Ciencias (desde 1936), consultor de la Sagrada Congregación de Ritos (desde 1937) y consultor de la Sagrada Congregación de Seminarios y Universidades (desde 1951). En mayo de 1951 fue nombrado abad titular de Ripio por el Papa Pío XII. 
En 1962 fue consagrado arzobispo y creador cardenal por el Papa Juan XXIII. Entonces fue nombrado miembro de la Sagrada Congregación de Ritos, de la Sagrada Congregación de Seminarios y Universidades, y de la Pontificia Comisión Bíblica.
Murió el 19 de julio de 1966.

## Distinciones y reconocimientos
- Académico de la Real Academia de la Historia.
- Académico de la Real Academia de Buenas Letras de Barcelona.
- Doctorado honoris causa por la Universidad de Friburgo de Brisgòvia.
- Doctorado honoris causa por la Universidad de Saint Louis.
- Doctorado honoris causa por el Saint Vicent’s College (Pensilvania).

## Obra

### Libros:
- La bibliografía dels monjos de Montserrat. Segle XVI (1928).
- L’abat Oliva, fundador de Montserrat (Montserrat, 1931).
- Història de Montserrat (Montserrat, 1931).
- Bibliografía de la Regla benedictina (Montserrat, Monestir, 1933).
- Sant Ignasi a Montserrat (Montserrat, Publicaciones de l’Abadía de Montserrat, 1935).